# 1925 au Canada
Pour un article plus général, voir Chronologie du Canada.
Cet article traite des événements qui se sont produits durant l'année 1925 au Canada.

## Événements

### Politique
- 2 juin : élection générale saskatchewanaise. Charles Avery Dunning (libéral) est réélu Premier ministre de la Saskatchewan.

- 29 octobre : élections législatives. Les conservateurs obtiennent 116 sièges, mais c’est William Lyon Mackenzie King (libéral) qui est élu grâce au soutien des progressistes qui, à eux deux, font élire 123 députés. À l’ouverture de la première session parlementaire, alors qu’éclate le scandale du ministère des douanes, King se rend à l’évidence que le soutien des progressistes ne lui est plus assuré. Aux prises avec une motion de censure (qu’il estime gagnante), King demande au gouverneur général de dissoudre la chambre, mais ce dernier refuse. King remet sa démission, Arthur Meighen lui succède le 29 juin 1926.

- Fondation de la Légion royale canadienne.
- 23e conférence de l'Union interparlementaire à Ottawa et Washington D.C. (États-Unis)

### Justice
- 10 juin : le mineur William Davis est tué par un policier durant une grève d'une mine à l'Île du Cap-Breton.

### Sport
- Fin de la Saison 1924-1925 de la LNH.
- Début de la Saison 1925-1926 de la LNH.
- 23 juin : première ascension du Mont Logan, le plus haut sommet au Canada.

### Économie
- La Banque Molson et la banque de Montréal fusionnent pour former la Banque de Montréal.
- Fondation de Power Corporation du Canada.

### Science
- Edward S. Rogers Sr. invente une radio fonctionnant avec le courant alternatif.

### Religion
- 21 juin : béatification des Martyrs canadiens.
- La fusion de plusieurs groupes protestants engendre l'Église unie du Canada.

## Naissances
- 4 avril : Claude Wagner, politicien québécois.
- 11 avril : Pierre Péladeau, homme d'affaires.
- 17 mai : Henri Bergeron, animateur de radio et télévision.
- 25 juillet : Charmion King, actrice.
- 29 juillet : Ted Kennedy, joueur de hockey sur glace.
- 15 août : Oscar Peterson, pianiste et compositeur.
- 11 septembre : Harry Somers, musicien.
- 6 octobre : Bud Olson, Ministre de l'agriculteur du Canada et lieutenant-gouverneur de l'Alberta.
- 21 octobre : Louis Robichaud, premier ministre du Nouveau-Brunswick.
- 10 novembre : David William Bauer, prêtre et entraîneur de hockey sur glace.
- 5 décembre : Dave Broadfoot, acteur.
- 9 décembre : Bep Guidolin, joueur et entraîneur de hockey sur glace.
- 25 décembre : Robert Layton, ingénieur et homme politique fédéral provenant du Québec.

## Décès
- 3 mars : William Pugsley, premier ministre du Nouveau-Brunswick.
- 18 juillet : Louis-Nazaire Bégin, cardinal canadien, archevêque de Québec (° 10 janvier 1840).
- 15 août : Adam Beck, politicien ontarien.
- 18 septembre : Joseph-Dominique Guay, homme d'affaires, Québec, Saguenay (ville).